# Aric Holman
Aric Jeremiah Holman (Owensboro, Kentucky, 11 de julio de 1997) es un baloncestista estadounidense que pertenece a la plantilla de los Formosa Dreamers de la TPBL taiwanesa. Con 2,08 metros de estatura, juega en la posición de pívot.

## Trayectoria deportiva

### Universidad
Jugó cuatro temporadas con los Bulldogs de la Universidad Estatal de Misisipi, a las órdenes del entrenador Ben Howland, en las que promedió 8,3 puntos, 5,6 rebotes y 1,6 tapones por partido.

### Profesional
Tras no ser elegido en el draft de la NBA de 2019, disputó las Ligas de Verano de la NBA con Los Angeles Lakers. Jugó siete partidos, en los que promedió 4,1 puntos y 2,9 rebotes. Los Lakers dejaron de contar con él para hacer hueco en la plantilla a Dwight Howard, y poco después fue reclamado por los Dallas Mavericks, quienes finalmente lo enviaron a su filial en la G League, los Texas Legends, donde en su primera temporada promedió 9,7 puntos y 4,4 rebotes saliendo desde el banquillo.
En agosto de 2020, llega a Europa para jugar en las filas del ratiopharm Ulm de la Basketball Bundesliga.
En la temporada 2021-22, regresa a Estados Unidos para jugar la NBA G League con los Austin Spurs, con el que promedia 11,6 puntos por partido.
El 10 de abril de 2022, firma por los Gigantes de Carolina de la Baloncesto Superior Nacional.
El 3 de agosto de 2022 fichó por el Scaligera Verona de la Lega Basket Serie A italiana.
El 10 de febrero de 2023 fichó por el Legia Varsovia de la PLK polaca.